# 高知県道218号日ノ御子土佐山田線
高知県道218号日ノ御子土佐山田線（こうちけんどう218ごうひのみことさやまだせん）は、高知県香美市を通る一般県道である。

## 概要
香美市香北町西峰から香美市土佐山田町楠目に至る。

### 路線データ
- 起点：香美市香北町西峰（高知県道217号久保大宮線交点）
- 終点：香美市土佐山田町楠目（国道195号交点）

## 路線状況

### 道路施設

#### 橋梁
- どんどん橋（香美市）

## 地理

### 通過する自治体
- 高知県
  - 香美市

### 交差する道路
| 交差する道路            | 交差する場所   | 交差する場所 |
| ----------------------- | -------------- | ------------ |
| 高知県道217号久保大宮線 | 香北町西峰     | 起点         |
| 国道195号               | 土佐山田町楠目 | 終点         |

### 沿線
- 物部川